# Simon Pearce

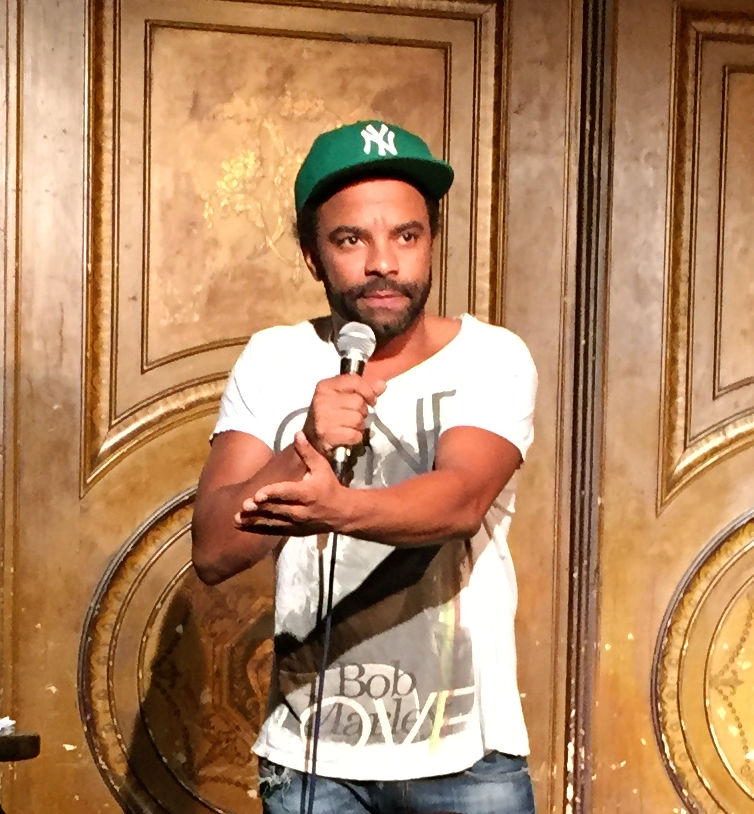
Simon Pearce (2017)

Simon Pearce (* 31. Mai 1981 in München) ist ein deutscher Schauspieler, Synchronsprecher und Comedian.

## Leben
Pearce stammt aus einer Künstlerfamilie. Er ist der Sohn des nigerianischen Gastronomen Charles Bioudun Pearce († 2004) und der Schauspielerin Christiane Pearce-Blumhoff († 2023) sowie Enkel des Schauspielers und Marionettenspielers Franz Leonhard Schadt.
Pearce spielte bereits als Jugendlicher 1995 im Theater links der Isar in München in Rolf Hochhuths Theaterstück Wessis in Weimar. Nach dem Abitur leistete Pearce seinen Zivildienst ab und nahm dann ein Lehramtsstudium in den Fächern Englisch, Sport und Geschichte auf. Nach dem Tod seines Vaters absolvierte Simon Pearce ab 2005 eine Schauspielausbildung an der Schauspielschule Zerboni, die er 2008 mit dem Schauspieldiplom abschloss. Regelmäßiges Schauspielcoaching erhielt er zusätzlich bei seiner Mutter.
1997 spielte Pearce in mehreren Folgen der Serie Solo für Sudmann mit. 1999 folgte eine Rolle im Fernsehfilm Ich liebe meine Familie, ehrlich. Ebenso spielt er in zahlreichen Stücken des Chiemgauer Volkstheaters mit. 2005 verkörperte er dort den reisenden Handwerksburschen Simon in dem Lustspiel Wenn der Hund nimmer bellt. Als Gastschauspieler trat er auch in Peter Steiners Theaterstadl auf. 2008 spielte er an der Seite von Horst Sachtleben in einer Tourneeproduktion der Theatergastspiele Kempf unter der Regie von Pia Hänggi die Rolle des Nachbarsohns Devon in der deutschsprachigen Erstaufführung des Theaterstücks Jahrestag von Alex Poch-Goldin. Ab Folge 335 gehörte er zur festen Besetzung in der Sketchshow Kanal fatal, in der er als Assistent Gustl die Darstellerinnen Veronika von Quast und Kathi Leitner unterstützt. 2009 hatte er einen Gastauftritt in der ZDF-Serie Die Rosenheim-Cops in der Folge Zu Tode betrübt. 2015 folgte ein Gastauftritt in der ZDF-Serie SOKO 5113. Seit 2018 tritt Pearce als Fieldreporter in der Sat.1-Spielshow Catch! auf.
Seit 2012 tritt Simon Pearce immer öfter als Comedian in Erscheinung. Seinen ersten Auftritt hatte er in der Sendung StandUpMigranten. Seitdem folgten mehrere Auftritte unter anderem bei NightWash und dem Quatsch Comedy Club. Seit 2018 spielt er in der Impro-Comedyshow Hotel Verschmitzt (jetzt Halbpension mit Schmitz) von Ralf Schmitz mit.
Im Hörspiel Abwärts zu dem gleichnamigen TV-Film beziehungsweise Roman von Frank Göhre übernahm Simon Pearce im Februar 2015 die kleine Nebenrolle eines Aufzug-Monteurs.
Pearce war Kandidat der 5. Folge der Comedy-Quizshow Luke! Die Schule und ich, außerdem moderierte er die 16. und 22. Folge ersatzweise. Seit 2018 ist er unregelmäßiger Gast bei Genial daneben. Im Jahr 2020 war er zudem Teil des Rateteams von Genial daneben – Das Quiz auf Sat.1. Im Juli war er erstmals Gast in der ZDF-Satiresendung Die Anstalt. Des Weiteren nahm er 2020 an der Show Genial oder Daneben? teil. Er moderierte am 30. Oktober sowie am 20. November 2020 zusammen mit Andrea Kaiser die Sendung Luke! Die Greatnightshow. Im Januar 2021 war er in der ProSieben-Show Pokerface – nicht lachen! zu sehen. Außerdem trat er in der bei Sat.1 ausgestrahlten Sendung Die Gegenteilshow an.
Seit dem 4. Februar 2021 moderiert er zusammen mit dem Radiomoderator Sebastian Winkler den wöchentlich erscheinenden Bayern 3 Podcast Das Paket. Im Radioprogramm von Bayern 3 erfolgt parallel dazu einmal im Monat die Ausstrahlung der Sendung Das Paket – die Show zum Podcast, ebenfalls moderiert von Pearce und Winkler.
Im November 2023 war Simon Pearce zu Gast in der Jubiläumsfolge des Podcasts Jammern auf niedrigem Niveau von Hannes Lambert und Bastian Hager.

## Filmografie (Auswahl)

### Als Schauspieler
- 1991: Zwei Münchner in Hamburg (Fernsehserie, Folge Medaillen für den Michel)
- 1997: Solo für Sudmann (Fernsehserie, 9 Folgen)
- 1999: Ich liebe meine Familie, ehrlich (Fernsehfilm)
- 2005: Chiemgauer Volkstheater: Wenn der Hund nimmer bellt (Fernsehreihe)
- 2007: Tatort: Der Finger (Fernsehreihe)
- 2008: Der Komödienstadel: Foulspui (Fernsehreihe)
- 2008: Chiemgauer Volkstheater: O’zapft is
- 2009–2011: Kanal fatal (Fernsehserie, 65 Folgen)
- 2009: Die Rosenheim-Cops (Fernsehserie, Folge Zu Tode betrübt)
- 2009: Der Komödienstadel: Glen Miller und Sauschwanzl
- 2009: Hammer & Sichl (Fernsehserie, Folge Auf der Flucht)
- 2010: Der Komödienstadel: Die Doktorfalle
- 2012: Sturm der Liebe (Fernsehserie, 5 Folgen)
- 2014: Vier Drillinge sind einer zu viel (Fernsehfilm)
- 2014: Seitensprung (Fernsehfilm)
- 2015: Heiter bis tödlich: Hubert und Staller (Fernsehserie, Folge Der Waschlappen)
- 2015: SOKO 5113/SOKO München (Fernsehserie, Folge Rattenfänger)
- 2020: Die Chefin (Fernsehserie, Folge Geschwister)
- 2021: Mich hat keiner gefragt (Fernsehfilm)
- 2021: X-Factor: Das Unfassbare (Fernsehserie)
- 2022: Die Glücksspieler (Fernsehserie)
- 2022: Wer gräbt den Bestatter ein? (Kinofilm)
- 2022: Die Schule der magischen Tiere 2 (Kinofilm)
- 2023: Wir sind die Meiers (Fernsehserie)
- 2023: Zimmer mit Stall – Kuhhandel (Fernsehreihe)
- 2024: Wo wir sind, ist oben (Miniserie)
- 2025: Zweigstelle (Kinofilm)

### Als Synchronsprecher

#### Filme
- 2009: Für Louis Cordice in Harry Potter und der Halbblutprinz als Blaise Zabini
- 2011: Für Louis Cordice in Harry Potter und die Heiligtümer des Todes – Teil 2 als Blaise Zabini
- 2012: Für Rami Malek in Breaking Dawn – Biss zum Ende der Nacht, Teil 2 als Benjamin
- 2015: Für Cory Hardrict in American Sniper als 'D' / Dandridge

#### Serien
- 1992: Für Michael Faustino in Eine schrecklich nette Familie als Joey
- 2010: In Seraph of the End als Shinya Hiragi
- 2011: Für Panou in Caprica als Olaf Willow
- 2013: Für Elliot Barnes-Worrell in Agatha Christie’s Poirot als Etienne De Souza
- 2013: Für Dewshane Williams in Baxter als Jackal Corman
- 2014–2017: Für Blair Redford in Switched at Birth als Ty

## Soloprogramme
- 2014: Allein unter Schwarzen
- 2017: Pearce on Earth!
- 2022: Hybrid

## Diskografie
- 2016: Allein unter Schwarzen (Live-CD)

## Bücher
- 2017: So viel Weißbier kannst gar ned trinken, Knaur TB, ISBN 978-3-426-78917-9

## Auszeichnungen
- 2014: Jurypreis des ARD Toleranz Slams
- 2018: Lüdenscheider Lüsterklemme, Sieger